# 冷却曲線

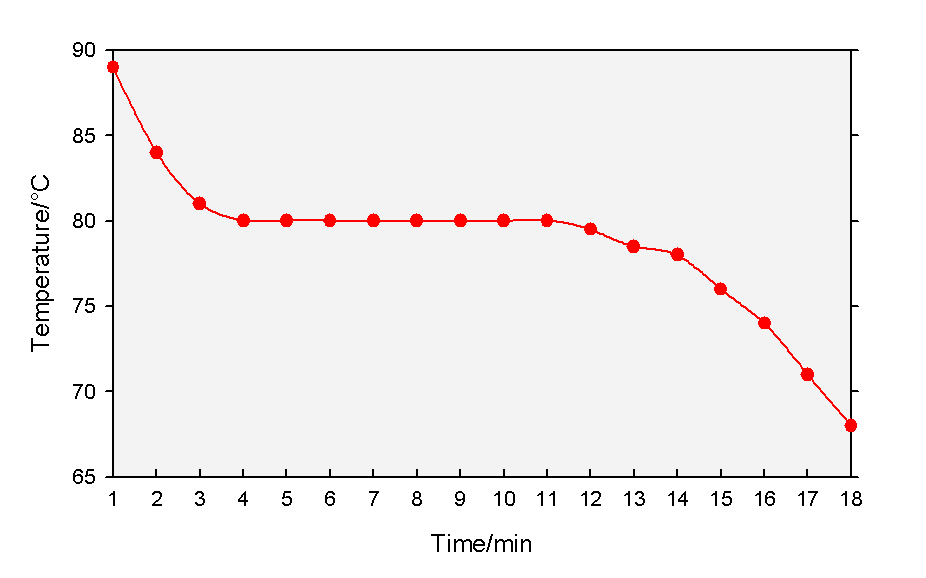
ナフタレンの液体から固体への冷却曲線

冷却曲線は、物質の相変化を表すグラフ。一般的に気体から固体もしくは液体から固体への相変化を表す。独立変数（X軸）は時間で、従属変数（Y軸）は温度である。下図は鋳造で用いられる冷却曲線の例である。
グラフの最初の点は物質の初期温度であり、ここでは"pouring temperature"（注入温度）と書かれている。相変化の間は温度変化が止まる（図中の"thermal arrest"）。これは相変化後より相変化前のほうが内部エネルギーが大きいためである。相変化に必要なエネルギー量は潜熱として知られる。冷却速度は冷却曲線の勾配である（図中の"cooling rate"）。 